# 6626 Mattgenge
A 6626 Mattgenge (ideiglenes jelöléssel 1981 EZ46) a Naprendszer kisbolygóövében található aszteroida. Schelte J. Bus fedezte fel 1981. március 2-án.